# Dabikinė
Dabikinė (žemaitsky Dabėkėnė, lotyšsky Dabiķene), je řeka v Lotyšsku a v Litvě, pravý přítok řeky Venta. Pramení v Lotyšsku u vsi Vanagi, 1,5 km na východ od hranice s Litvou. Teče zpočátku na západ, na jih, opšt na západ a od vsi Līgokšṇi tvoří 5 km úsek hranice s Litvou, přičemž teče na jihojihovýchod, až 3 km na jih od lotyšské obce Ukri vtéká do Litvy. Zde se stáčí směrem západním a do řeky Venta se vlévá 229,5 km od jejího ústí jako její pravý přítok u vsi Dainoriai, 2 km na východ od Palnosů, okres Akmenė. Na dolním toku je chráněná krajinná oblast řeky Dabikinė. Řeka protéká 124ha Sabliauským rybníkem. Průměrný spád je 61 cm/km. Za velkého sucha v létě řeka místy vysychá.

## Přítoky
- Levé:

| Hydrologické pořadí | Řeka        | Délka (km) | Povodí (km²) | Vzdálenost od ústí (km) | Ústí kde | Koordináty ústí |
| ------------------- | ----------- | ---------- | ------------ | ----------------------- | -------- | --------------- |
| 30010611            | D-1         | 1,2        | 1,3          | 33,6                    |          |                 |
| 30010614            | Juodgriovis | 6,3        | 7,9          | 29,0                    |          |                 |
| 30010616            | Nyžuva      | 9,7        | 12,9         | 27,2                    |          |                 |
| 30010624            | Pusupis     | 10,4       | 20,1         | 23,4                    |          |                 |
| 30010627            | Daugupis    | 7,6        | 5,4          | 22,1                    |          |                 |
| 30010628            | Šventupys   | 23,7       | 127,9        | 20,4                    |          |                 |
| 30010654            | Sablauskis  | 2,6        | 3,6          | 18,0                    |          |                 |
| 30010658            | Gulbinas    | 6,9        | 11,7         | 10,9                    |          |                 |
| 30010665            | Pragalvys   | 26,4       | 47,2         | 6,9                     |          |                 |
| 30010674            | Liuišis     | 6,1        | 10,2         | 1,8                     |          |                 |

- Pravé:

| Hydrologické pořadí | Řeka      | Délka (km) | Povodí (km²) | Vzdálenost od ústí (km) | Ústí kde | Koordináty ústí |
| ------------------- | --------- | ---------- | ------------ | ----------------------- | -------- | --------------- |
| 30010612            | D-4       | 4,1        | 16,5         | 30,3                    |          |                 |
| 30010613            | D-2       | 3,5        | 5,4          | 29,2                    |          |                 |
| 30010621            | Krūtis    | 8,1        | 11,6         | 25,6                    |          |                 |
| 30010623            | Lapupis   | 3,6        | 2,2          | 24,5                    |          |                 |
| 30010652            | Drūktupis | 7,6        | 10,7         | 20,4                    |          |                 |
| 30010655            | Smarkupis | 2,8        | 11,0         | 16,6                    |          |                 |
| 30010657            | Smiltinė  | 2,8        | 2,4          | 16,2                    |          |                 |
| 30010661            | Akmenupis | 3,8        | 14,7         | 8,9                     |          |                 |
| 30010672            | Rūdupis   | 5,5        | 9,5          | 6,6                     |          |                 |
| 30010664            | Ringupis  | 2,8        | 2,7          | 0,8                     |          |                 |

## Obce při řece
Pakalniškiai, Keidai, Menčiai, Alkiškiai, Smiltinė, Dabikinė, Akmenė, Dabikinėlė.